# Albert Braams
Albert Braams (geboren Eext, gedoopt Anloo, 2 september 1759 – Roden, 19 november 1816) was een Nederlandse schout, burgemeester; hij was landdagcomparant en ette  voor het dingspel Oostermoer in Drenthe en representant van het Volk van Drenthe voor Anloo.

## Leven en werk
Braams, zoon van Tonnis Braams en Margje Alberts Meursing, werd in 1795  schulte van Anloo. Hij vervulde deze functie tot 1811 toen hij werd benoemd tot maire van Anloo. Hij nam in 1812 ontslag omdat hij zich vanwege zijn huwelijk elders wilde vestigen.
Braams was op 14 juni 1789 te Anloo getrouwd met Jeichien Ottens Homan (1744-1811). Hij hertrouwde op 26 november 1812 te Gieten met Sara Hester Catharina Bijmholt (1766-1847). Zijn broer Jan was in 1795 de eerste rechtstreeks gekozen schulte van de nabijgelegen plaats Gieten.
Een afbeelding van zijn zegel is gepubliceerd in het Drents Genealogisch Jaarboek.